# Мали Липовец
Мали Липовец (на словенски: Mali Lipovec) е село в Словения, регион Югоизточна Словения, община Жужемберк. Според Националната статистическа служба на Република Словения през 2015 г. селото има 65 жители.